# American Plastics Council
El American Plastics Council ("Consejo Estadounidense de Plásticos" o "Consejo Norteamericano de Plásticos") (APC, por sus siglas en inglés) es una gran asociación comercial relacionada con la industria de los plásticos de los Estados Unidos. A través de diversos esfuerzos comunitarios, el APC se dedica a promover los beneficios de los plásticos y de la industria del plástico. El APC incluye a 22 de los principales fabricantes de resina, además de una asociación comercial afiliada que representa a la industria del vinilo. Los miembros del APC representan, en conjunto, más del 80 por ciento de la capacidad de producción y distribución de monómeros y polímeros sintéticos.